# STS-64
STS−64 — 94-й старт у рамках програми «Спейс Шаттл» і 19-й космічний політ шатла «Діскавері», здійснений 9 вересня 1994 року. Астронавти провели в космосі близько 11 діб і успішно приземлилися на авіабази Едвардс 20 вересня 1994 року.

## Екіпаж
- (НАСА): Річард Річардс (Richard N. Richards) (4)[1] — командир;
- (НАСА): Блейн Хеммонд (L. Blaine Hammond, Jr.) (2) — пілот;
- (НАСА): Джеррі Ліненджер (Jerry M. Linenger) (1) — фахівець польоту;
- (НАСА): Сьюзен Гелмс (Susan J. Helms) (2) — фахівець польоту;
- (НАСА): Карл Мід (Carl J. Meade) (3) — фахівець польоту;
- (НАСА): Марк Лі (Mark C. Lee) (3) — фахівець польоту.

## Мета польоту
Місія включала виконання експериментів різної спрямованості, зокрема експеримент LITE з льотних випробувань лідара, експерименти з повернення супутником Spartan 201, забезпеченим астрономічною апаратурою, випробування пристроїв автономного переміщення астронавта SAFER, експеримент SPIFEX з вивчення викиду двигунів орієнтації шатла.

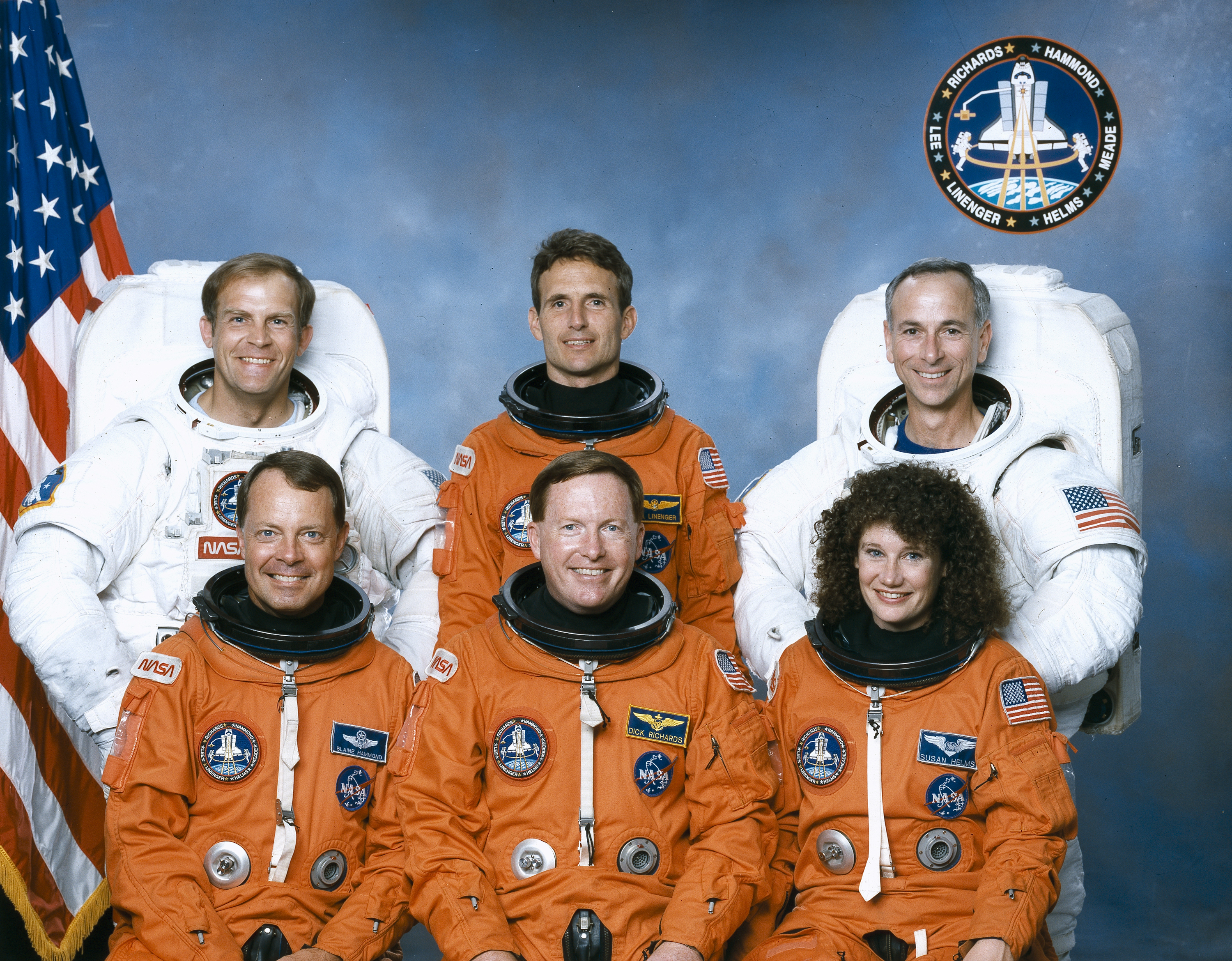
Екіпаж STS-64